# USS Porpoise (1836)
Pour les autres navires du même nom, voir USS Porpoise.
L’USS Porpoise est un brick de l’US Navy lancé en 1836.